# Zagórze (powiat włoszczowski)
Zagórze – kolonia w Polsce położona w województwie świętokrzyskim, w powiecie włoszczowskim, w gminie Moskorzew.
Miejscowość w sołectwie Tarnawa-Góra
W latach 1975–1998 miejscowość administracyjnie należała do województwa częstochowskiego.